# دانشگاه جزایر ویرجین
دانشگاه جزایر ویرجین (UVI) یک دانشگاه دولتی در جزایر ویرجین ایالات متحده آمریکا است.
دانشگاه جزایر ویرجین به عنوان کالج جزایر ویرجین در ۱۶ مارس ۱۹۶۲ تأسیس شد. در سال ۱۹۸۶، رسماً به یکی از کالج‌ها و دانشگاه‌های سیاه‌پوست تبدیل شد. این مؤسسه همچنین در سال ۱۹۸۶ نام خود را به دانشگاه جزایر ویرجین تغییر داد تا منعکس کننده رشد و تنوع برنامه درسی دانشگاهی، برنامه‌های تحقیقاتی و خدمات اجتماعی منطقه ای باشد. در ۱۸ آگوست ۲۰۱۰، دادگاه استیناف حوزه سوم ایالات متحده آمریکا تصمیم گرفت که مقررات دانشگاه که علائم و رفتارهایی را که می‌توانند باعث ناراحتی عاطفی شوند، ممنوع می‌کند، خلاف قانون اساسی است. در ۵ ژانویه ۲۰۲۱، آلبرت برایان، فرماندار، قانون ۸۴۰۴ را امضا کرد که از ارویل ادوارد کین، رئیس سابق UVI به دلیل کمک‌هایش به دانشگاه جزایر ویرجین تقدیر می‌کند و پردیس سنت توماس را به نام او تغییر نام داد.